# Oriájovo
Oriájovo (en búlgaro: Оряхово) es una ciudad de Bulgaria, capital del municipio homónimo en la provincia de Vratsa.

## Geografía
Se encuentra a una altitud de 125 m s. n. m. a 180 km de la capital nacional, Sofía.

## Demografía
Según estimación 2012 contaba con una población de 5 684 habitantes.
|         | 2004  | 2005  | 2006  | 2007  | 2008  | 2009  | 2010  |
| Mujeres | 2 986 | 2 939 | 2 918 | 2 881 | 2 875 | 2 832 | 2 796 |
| Varones | 2 745 | 2 706 | 2 680 | 2 643 | 2 618 | 2 568 | 2 535 |
| Total   | 5 731 | 5 645 | 5 598 | 5 524 | 5 493 | 5 400 | 5331  |